# Sammlungszentrum Hannover

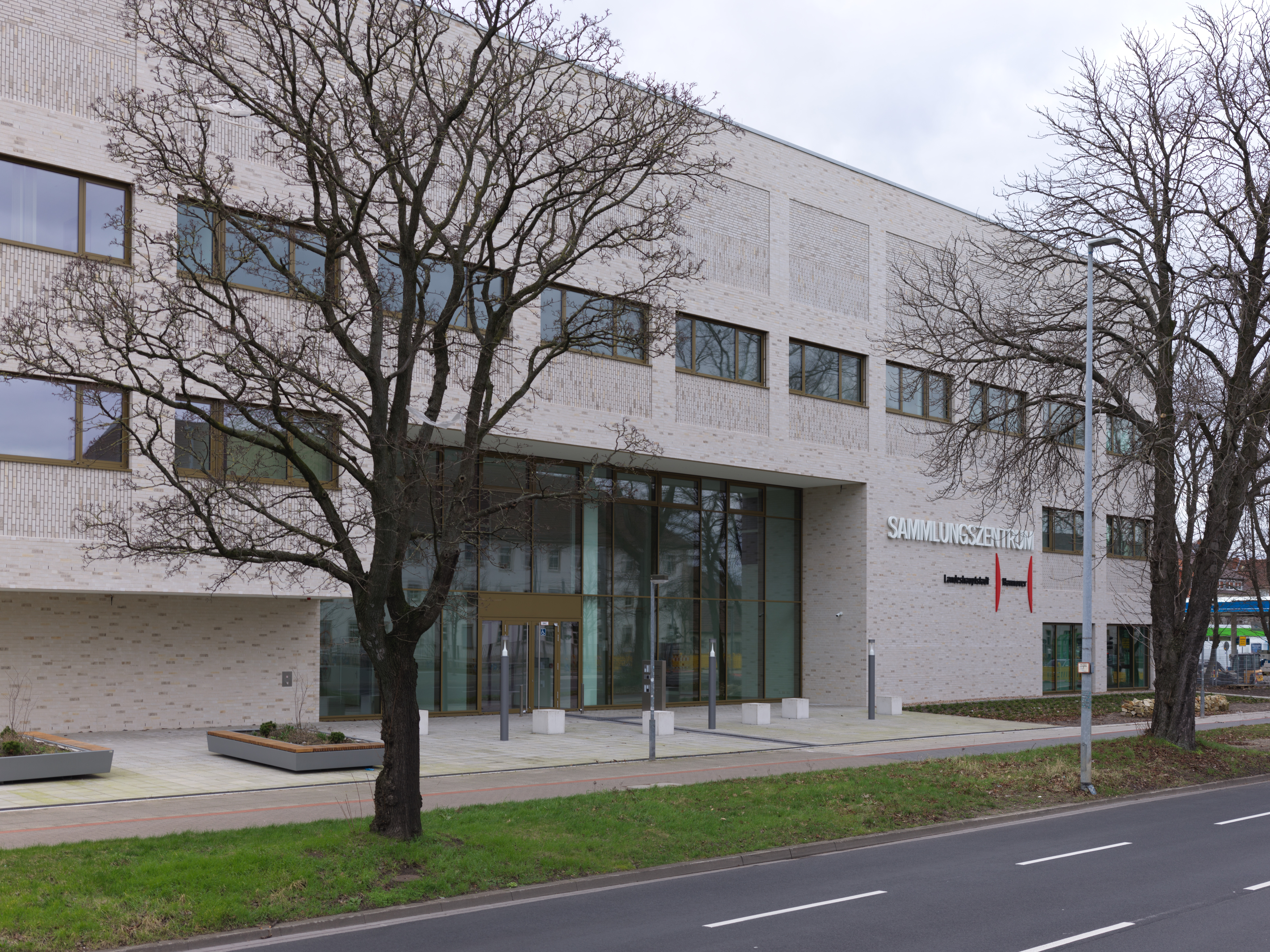
Sammlungszentrum mit Eingangsbereich zur Vahrenwalder Straße

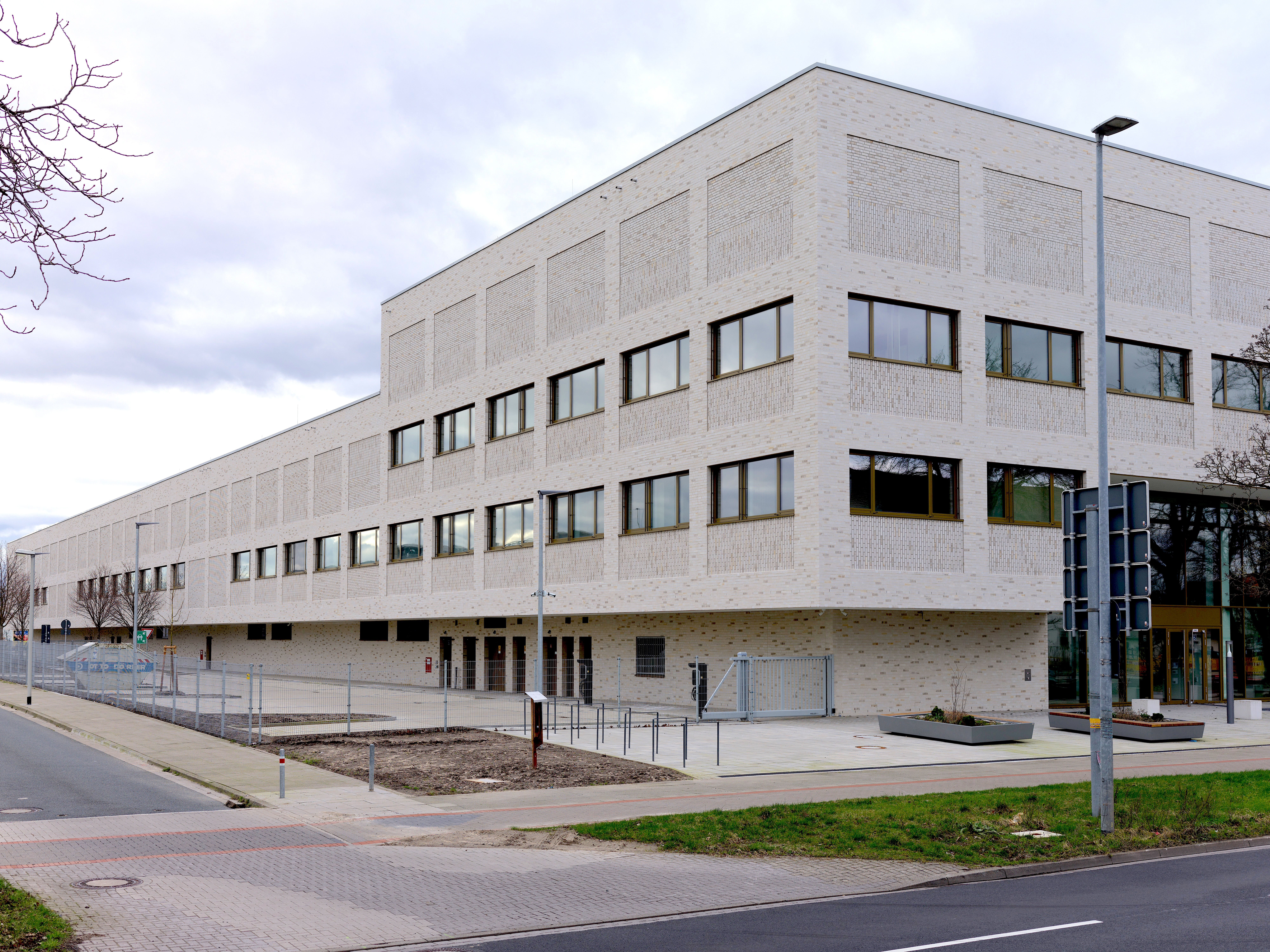
Südseite

Das Sammlungszentrum Hannover ist ein Archivbau in Hannover. Es wurde in den Jahren 2022 und 2023 an der Vahrenwalder Straße gebaut und am 19. Dezember 2023 in leerem Zustand von der bauwo Grundstücksgesellschaft mbH als Eigentümerin und Bauherrin an die Stadt Hannover übergeben. Im Februar 2025 wurde es an die Next Generation Invest AG verkauft.
Das Gebäude beinhaltet zukünftig auf 20.600 Quadratmetern die Bestände des Stadtarchivs Hannover mit Dokumenten, Gegenständen und Büchern und das zentrale Magazin für die Kunst- und Kultureinrichtungen der Landeshauptstadt Hannover, wie Historisches Museum Hannover, Museum August Kestner, Sprengel Museum, Stadtbibliothek Hannover, Städtischer Kunstbesitz und Archiv des städtischen Gebäudemanagements. Das Schriftgut des Stadtarchivs benötigt 10.000, das Kulturgut der Museen für Kulturgeschichte 7.000 Regalmeter für über eine Million Museumsstücke und Kulturgüter. Die Regalräume werden ergänzt durch einen Lesesaal, Büros und Restaurierungswerkstätten.
Das Gebäude ist 160 Meter lang, umfasst 20.600 m² Nutzfläche und hat bis zu vier Etagen. Einige Räume sind 5,50 Meter hoch. Die helle Klinkerfassade gibt dem Gebäude an den nahezu fensterlosen Außenwänden eine rhythmische Struktur durch Vor- und Rücksprünge. Zur Vahrenwalder Straße hin zeigt sich das Gebäude mit einer raumhohen Fensterfront im Eingangsbereich relativ offen. Photovoltaikanlagen liefern Energie für die aufwendige Klimaanlage zum Bewahren der Kulturgüter. Temperatur und Luftfeuchtigkeit sind in jedem Raum einzeln steuerbar, zudem gibt es mehrere Quarantänebereiche, die eine Einschleppung von Ungeziefer wie Papierfischchen verhindern sollen.
Nach einer zweimonatigen Akklimatisierungsphase der Räume werden die Rollregale zur Aufnahme der Archivalien eingebaut. Nach der Einrichtung im Jahr 2024 ist die Einweihung für das Jahr 2025 geplant.